# 受容体逆作動薬

完全作動薬（Fa）、部分作動薬（Pa）、遮断薬（Na）、逆作動薬（Ia）の用量反応曲線

受容体逆作動薬（じゅようたいぎゃくさどうやく、inverse agonist）とは、受容体に作動薬と同様に結合するが、作動薬とは反対の作用を及ぼす医薬品である。遮断薬は受容体に結合するが何の作用も及ぼさないことから、逆作動薬とは区別される。
逆作動薬が作用する前提として、標的受容体はリガンドが結合していない状態でも常時活性（固有活性（intrinsic activity）または内活性として知られる）を有している必要がある。作動薬は受容体の固有活性を増加させ、逆作動薬は固有活性を低下させる。 
完全作動薬の固有活性が100%、（純粋な）遮断薬の固有活性が0%であるとすると、逆作動薬の固有活性は0%未満（マイナス）である。

## 例
固有活性を有し、逆作動薬の存在が知られている受容体の例として、GABAA受容体が挙げられる。GABAA受容体の作動薬（ベンゾジアゼピン等）は鎮静効果を持ち、逆作動薬は不安惹起作用（Ro15-4513等）や痙攣誘発作用（β-カルボリン誘導体）を持つ。
内因性逆作動薬の例として、アグーチ関連蛋白質（AgRP）とそれに関連のあるアグーチ蛋白質（ASIP）.が知られている。両方共ヒトに存在し、それぞれメラノコルチン4受容体（Mc4R）とメラノコルチン1受容体（Mc1R）に結合する。双方共、親和性はナノモル濃度レベルである。
オピオイド拮抗薬であるナロキソンおよびナルトレキソンは、オピオイドμ受容体の部分逆作動薬である。

## 関連資料
- “Inverse agonism and its therapeutic significance”. Indian Journal of Pharmacology 43 (5):  492–501. (September 2011). doi:10.4103/0253-7613.84947. PMC 3195115. PMID 22021988.